# 胡家畈水库
胡家畈水库是中国湖北省宜昌市枝江市境内的一座水库，位于长江水系玛瑙河上游横漆河上，建于1972年。水库正常库容为2178万立方米，集雨面积为9.78平方千米，海拔为130.8米。